# Saison 27 de South Park
Chronologie
Saison 26 Saison 28
La vingt-septième saison de la série télévisée d'animation américaine South Park sera diffusée sur Comedy Central le 23 juillet 2025,. Et le lendemain sur Paramount+ , mais l'accord est toujours en attente. La saison devait initialement être diffusée le 9 juillet 2025, mais a été retardée,.  Le 2 juillet 2025, un nouveau communiqué de presse de Comedy Central a annoncé le report de la saison au 23 juillet 2025. Cette saison comptera 10 épisodes.
En France cette saison est disponible en VOSTFR depuis le 26 juillet 2025 sur la plateforme Paramount+.

## Promotion
Trey Parker et Matt Stone ont déclaré que la saison ne serait pas diffusée avant 2025, car il veulent éviter de parodier Donald Trump et l'élection présidentielle américaine de 2024,.
Le 2 avril 2025, Comedy Central a publié une vidéo annonçant la saison sur YouTube, accompagnée d'un communiqué de presse confirmant la date de début de la nouvelle saison. Lex Briscuso d'IGN a noté que la vidéo teaser comprenait des extraits de plusieurs moments d'actualité comme plusieurs accidents d'avion majeurs, la destruction de la Statue de la Liberté, une apparition de P. Diddy et une sorte de guerre avec le Canada. La « guerre avec le Canada » a été spéculée comme une référence à la guerre tarifaire entre les États-Unis et le Canada et à la déclaration du «51e État», répétée par Donald Trump depuis fin 2024.

## Épisodes
| № | # | Titre                                       | Réalisation | Scénario    | Audiences (en millions) | Première diffusion |
| --- | - | ------------------------------------------- | ----------- | ----------- | ----------------------- | ------------------ |
| 329 | 1 | Sermon sur la montagne Sermon on the 'Mount | Trey Parker | Trey Parker | 0.43                    | 23 juillet 2025    |
| Alors que les habitants de South Park sont au bord de l'anéantissement, Jésus revient sur un important message. |   |                                             |             |             |                         |                    |
| 330 | 2 | Gagner sa croute Got a Nut                  | Trey Parker | Trey Parker | 0.84                    | 6 août 2025        |
| Après avoir perdu son travail, M. Mackey tente désespérément de se reconvertir pour gagner sa vie.              |   |                                             |             |             |                         |                    |